# Actes de Tomàs

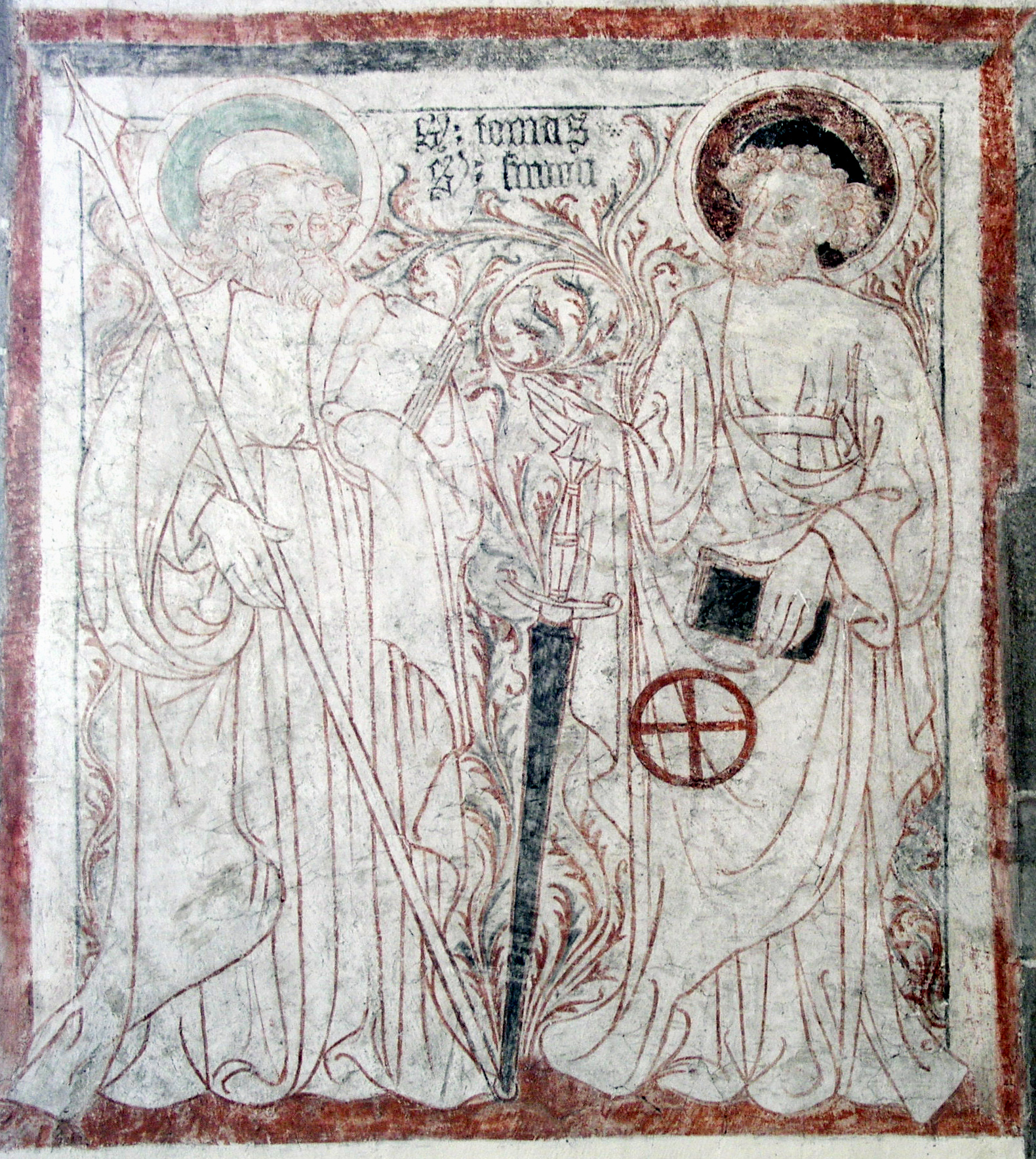
Fresc representant a Tomàs i Pau a l'església de Othem, Gotland,
Suècia

Els Actes de Tomàs o Fets de Tomàs, és un escrit apòcrif dels fets dels apòstolsque explica les vivències de l'apòstol Tomàs a l'Índia.
El llibre dels Actes de Tomàs, és d'origen gnòstic, representa a Crist com el "Redemptor Celestial", que pot alliberar a les ànimes de la foscor del món físic. Aquest llibre ha sobreviscut complet gràcies a un text Siríac del segle vii i un text en llengua grega posterior, a més d'alguns fragments. Mentre que el text Siríac és el més antic i represente l'idioma original de l'obra, els estudiosos pensen que va ser expurgat dels passatges poc ortodoxes.Per tant, el text grec, encara que sovint mal traduït, representa la tradició més antiga. La majoria d'erudits creu que l'autor el va escriure a principis del segle iii.

## Argument
El llibre narra com els apòstols van fer un sorteig per repartir-se el món per evangelitzar-lo, i l'Índia li va tocar a Tomàs.Després de dubtar, va anar a l'Índia acompanyat de Abbanes un comerciant. Guanyar seguidors a l'Índia mitjançant la realització d'exorcismes i resurreccions, però és finalment condemnat a mort després de la conversió de les esposes del rei Misdaeus i el seu parent Charisius. Des de la presó, Tomàs canta el "Himne de la Perla", un poema que va guanyar molta popularitat en els cercles ortodoxos.

## Canonicitat
Tot i que Gregori de Tours en va fer una versió, la tradició cristiana en general rebutja els Fets de Tomàs, com obra Pseudo-epígraf i apòcrifa, l'Església Catòlica finalment va confirmar els Actes de Tomàs, com herètics al Concili de Trento.

## Végeu també
Lucius Carinus